# آماسیا (قاره)

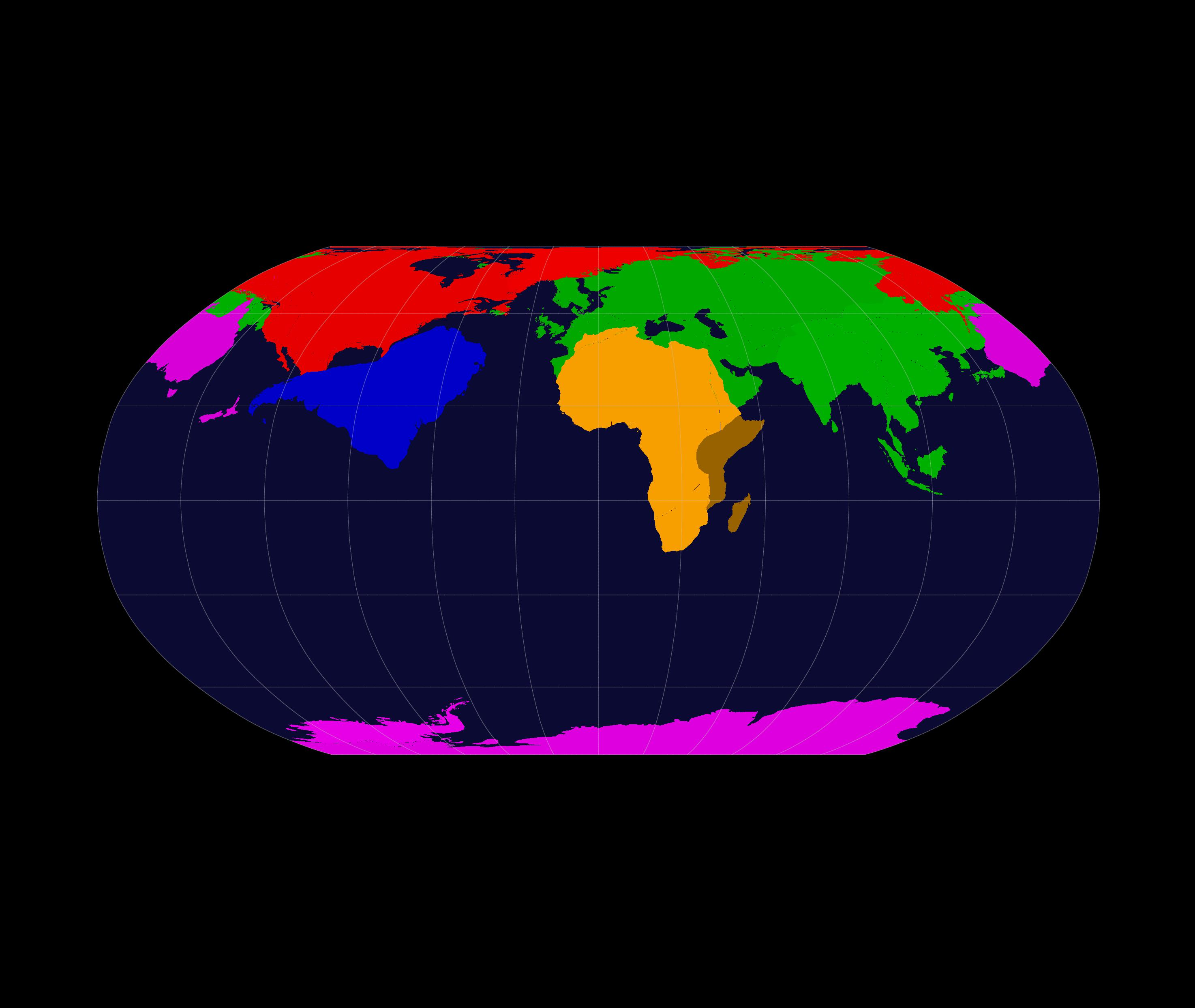
نقشه احتمالی ابرقاره آماسیا

آماسیا (به انگلیسی: Amasia) نام ابرقاره‌ای احتمالی در آینده است که ممکن است از اتصال دو قارهٔ آسیا و آمریکای شمالی به‌وجود آید. این احتمال بیشتر بر این حقیقت استوار است که صفحه اقیانوس آرام در حال رفتن به زیر صفحات اوراسیا و آمریکای شمالی است و اگر این روند همچنان ادامه داشته باشد، در نهایت به بسته‌شدن صفحهٔ اقیانوس آرام می‌انجامد. در این ضمن، فشار تیغهٔ میان‌اقیانوسی اطلس، سبب کشیده‌شدن آمریکای شمالی به سمت غرب شده و در نتیجه، اقیانوس اطلس در زمان‌هایی در آینده بزرگتر از اقیانوس آرام خواهد شد.
از سوی دیگر مرز بین صفحات اوراسیا و آمریکای شمالی در سیبری برای میلیون‌ها سال ثابت بوده‌است که این عامل همراه با دیگر عوامل ذکرشده می‌تواند موجب ادغام دو قارهٔ آمریکای شمالی و آسیا با یکدیگر شده و ابرقارهٔ جدیدی را به‌وجود آورد.
روی لیورمور در اواخر دههٔ ۱۹۹۰ با خلق اصطلاح نووپانگه‌آ، این احتمال را مطرح ساخت که اقیانوس آرام بسته خواهد شد، استرالیا به شرق آسیا خواهد چسبید و جنوبگان به سمت شمال حرکت خواهد کرد. در کتاب ابرقاره نوشتهٔ تد تیلد و در نسخهٔ ۲۰ اکتبر ۲۰۰۷ مجلهٔ نیو ساینتیست در مقاله‌ای با عنوان بازگشت پانگه‌آ، به آماسیا، نوووپانگه‌آ و پانگه‌آ آلتیما اشاره شده‌است.